# Підгірна вулиця (Київ)
Підгі́рна ву́лиця — вулиця в Шевченківському районі міста Києва, місцевість Татарка. Пролягає від Половецької вулиці до Печенізької вулиці. 
Прилучається Татарська вулиця.

## Історія
Вулиця виникла в середині XIX століття, сучасна назва — з 1869 року. У 1870-ті роки згадується також під назвою вулиця Нова Поляна (на противагу вулиці Стара Поляна, яка відтоді існує на Татарці).

## Установи
- Державна академія статистики, обліку та аудиту Держкомстату України (буд. № 1)